# Isaac le Juif
Pour les articles homonymes, voir Isaac (homonymie).
Isaac le Juif est un membre de l'ambassade dépêchée en 797 par Charlemagne auprès du calife de Bagdad, Haroun ar-Rachid, afin de s'assurer sa coopération militaire contre leur ennemi commun, la dynastie des Omeyyades.

## Éléments biographiques
Isaac est un Juif franc, mais l'on ne connaît rien de lui mis à part son rôle de diplomate. Il devait probablement servir d'interprète aux ambassadeurs, les nobles Sigismond et Landfried. Cependant, ceux-ci décèdent en cours de route, et Isaac devient le seul porteur de la réponse du calife et de ses présents, parmi lesquels un éléphant connu sous le nom d'Abul-Abbas.
Lorsque Charlemagne est informé du retour d'Isaac en France, il envoie le notaire Erchenbald en Ligurie afin de préparer le transport de l'éléphant et des autres cadeaux. Isaac parvient au port de Vendres en octobre 801, mais doit attendre la fonte des neiges à Verceil afin de faire passer l'éléphant par les Alpes. Il est reçu en audience par l'empereur à Aix-la-Chapelle en été 802, cinq ans après son départ.

## Œuvre
On ne connaît rien d'une éventuelle œuvre d'Isaac. Leopold Zunz suggère que c'est par l'intermédiaire d'Isaac que des relations se sont établies entre les rabbins de France et les Gueonim, la France n'étant pas mentionnée dans leurs responsa avant 850.

## Sources
- Cet article contient des extraits de l'article « ISAAC: » par Richard Gottheil & M. Seligsohn de la Jewish Encyclopedia de 1901–1906 dont le contenu se trouve dans le domaine public.